# Juan José Folchi

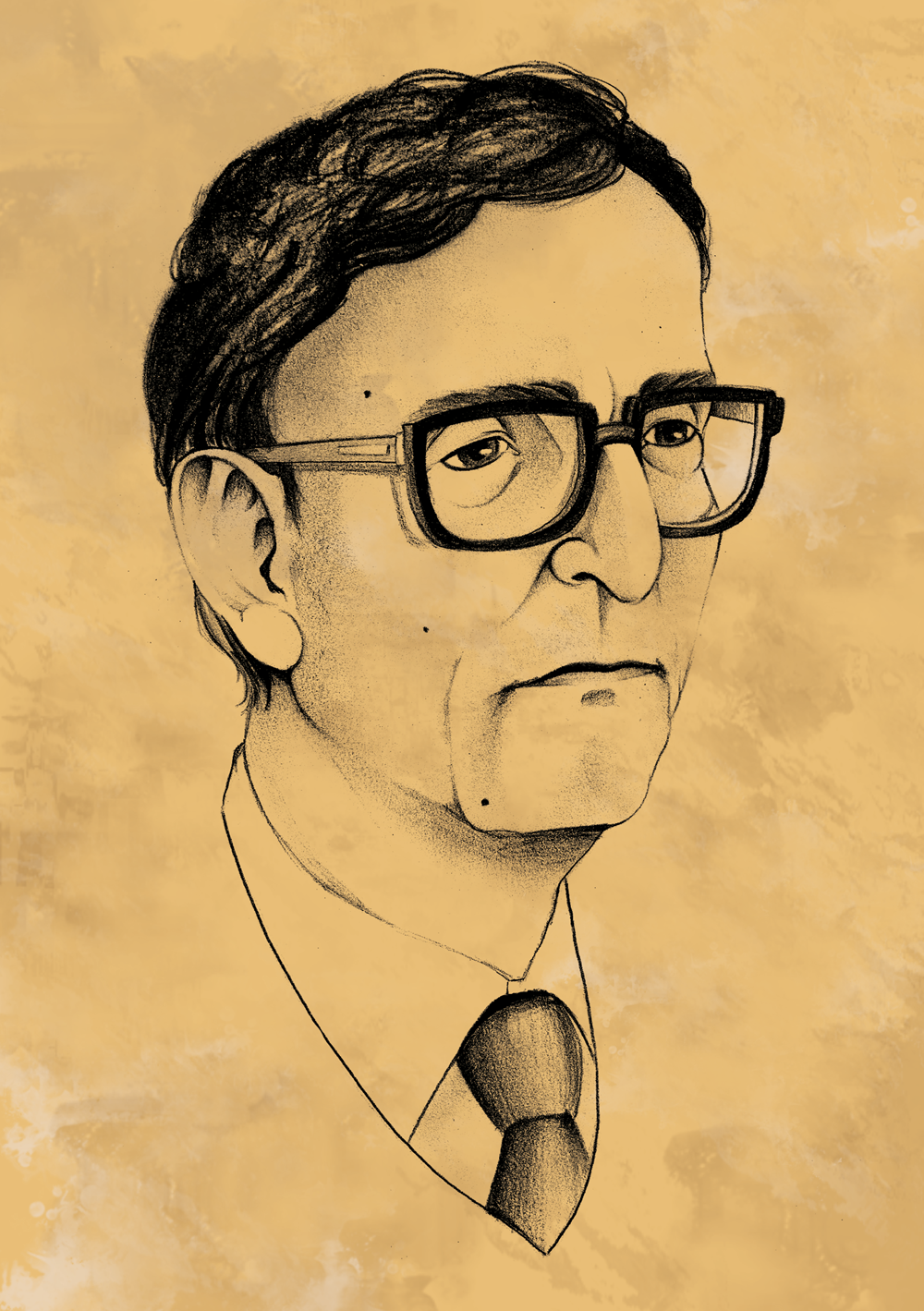
Retrato de Juan José Folchi

Juan José Folchi Bonafonte (Zaragoza, 1947) es un abogado y político español. Pertenece al cuerpo de Abogados del Estado. 
Durante la Transición, militó en Centristes de Catalunya-UCD, y en representación de este partido fue consejero de Economía y Finanzas de la Generalidad de Cataluña provisional (1977-80). Fue elegido diputado de Alianza Popular en las elecciones al Parlamento de Cataluña de 1984 por la provincia de Barcelona, cargo que ocupó hasta 1988. Posteriormente, trabajó en el sector privado en la empresa Torras Hostench y fue uno de los acusados, junto a Javier de la Rosa en relación con el Grupo KIO, causa por la que fue condenado en 2004 a dos años de prisión e inhabilitación para ejercer cualquier cargo público. El Tribunal Constitucional suspendió la sentencia en marzo de 2007. Asimismo, había sido consejero de Grand Tibidabo.
Actualmente es miembro de la ejecutiva del partido catalanista Lliga Democràtica.